# Marigold Santos
Marigold Santos est une artiste interdisciplinaire philippino-canadienne basée à Calgary et à Montréal.

## Biographie
Santos nait en 1981 à Manille, dans les Philippines,. À l'âge de 7 ans, elle immigre au Canada avec sa famille et s'installe à Scarborough, en banlieue de Toronto, avant de déménager à Calgary en Alberta. Elle obtient un baccalauréat en beaux-arts de l'Université de Calgary en 2007. En 2008, elle déménage à Montréal et complète une maîtrise en beaux-arts à l'Université Concordia, en 2011.

## Travail artistique
Santos est reconnue pour son travail artistique, qui examine l'expérience vécue de l'immigration à travers les thèmes de l'identité et de la culture. En parallèle de son travail en techniques mixtes, Santos entretient une pratique de tatouage dans laquelle elle interprète son héritage à travers des dessins issus du folklore des Philippines. En 2021, un profil est réalisé à son sujet dans le cadre du programme Artistes émergents RBC,.

## Expositions (sélection)

### Expositions solo
- 2023 : shroud tinikling - Southern Alberta Art Gallery, Lethbridge, Alberta[7]
- 2013 : UNEARTHLY, UPRISING - Institut d'art et de culture du Klondike - Dawson City, Yukon[8]
- 2012 : Coven Ring - The Khyber, Halifax, Nouvelle-Écosse[9]